# Salix denticulata
Salix denticulata är en videväxtart. Salix denticulata ingår i släktet viden, och familjen videväxter.

## Underarter
Arten delas in i följande underarter:
- S. d. denticulata
- S. d. hazarica